# Daphnia tatrensis
Daphnia (Daphnia) tatrensis Lityński, 1913 – gatunek wioślarki z rodzaju Daphnia i podrodzaju Daphnia s. str., należący do rodziny Daphniidae.

## Opis
Daphnia tatrensis (Rozwielitka tatrzańska). Skorupka szeroko-owalna, o ubarwieniu żółtawym do brązowoczerwonego. Męskie osobniki sięgają rozmiarów 0,8-1.3 mm, natomiast żeńskie 1,4-3,5 mm.
Występuje w stawach i jeziorach tatrzańskich.